# 国家利益
国家利益，是指一个国家在经济、军事或文化上的目标和抱负。这是一个在国际关系中的重要概念，而对国家利益的追求就是现实主义学派的基础。一个国家的国家利益具有多个层面，首先是国家的生存和安全，而对於财富、经济增长与权利的追求，以及維護国家的文化構成皆屬之。

## 起源
在人类历史的早期，国家利益相对宗教或道德被认为是第二位的。要發起或參與战争，统治者需要证明开战在宗教或道德上具有充足的合法理由。尼可罗·马基亚维利是公认的倡导国家利益应为首位的第一位思想家。国家利益理论的第一次实践是三十年戰爭中的法国进行的，当时为了阻止神圣罗马帝国力量的增长，尽管法国属于天主教国家，却加入了新教一方。国家利益的观念很快便主宰了欧洲政治，在接下来的几个世纪中，欧洲政治发生了猛烈的竞争。为了自身的利益，国家可以公然地发动战争。重商主义可以被看作是积极的追求国家利益的一个经济借口。
根据追求国家利益而调整的外交政策是国际关系现实主义学派的基础。现实主义学派在维也纳会议时达到最高点，实行权利的均衡，就意味着在平衡几个主要和次要强国的国家利益。克萊門斯·梅特涅被誉为这种平衡的主要的艺术家和理论家，但是梅特涅只不过或多或少地完全按照他的前任考尼茨·里特伯格早已作过的做，根據以前傳統的哈布斯堡王朝聯盟，并在国家利益，而不是宗教和传统的基础上重建国际关系。

## 發展
在第一次世界大战的血腥灾难后，这些概念饱受批评，均势的概念为集体安全所取代，因此國際聯盟的所有成员应“视对一个国家的武装攻击为对缔约国全体的攻击”，这样可以永久地阻止使用暴力。國際聯盟并不奏效，部分原因是美国拒绝加入，部分原因是在实践中，阻止其他国家诉诸武力并不总是符合这些国家的国家利益。
第二次世界大战的结果导致國際關係現實主義复兴，后来发展出新现实主义，因为国际关系理论家重新强调了权利在全球治理中的作用。许多国际关系理想主义理论家批评國際聯盟理想主义（与國際關係現實主義形成对比）的弱点和在组织战争方面的低效，同时也批评重商主义的以邻为壑政策导致了法西斯主义在德国和意大利的产生。根据霸权稳定理论，美国的国家利益被扩充，包括维持海上航线的开放，包括维持自由贸易的不断扩大。

## 現況
国家利益的概念通常与政治現實主義者有关，现实主义者希望将他们的政策与理想主義者的政策有所区分；理想主义者追求将道德加到外交政策中，或推进基于多边制度的解决方案，而多边制度会削弱国家的独立性。在什么是国家利益，什么不是国家利益的问题上，每个国家都存在相当大的争论，这一术语既常常被用来证明孤立主义和和平主义的政策是正确的，也常常被用于证明干涉主义或好战的政策是正确的。其中一位现实主义者是美国前国务卿亨利·基辛格，他是克萊門斯·梅特涅的支持者。